# Strade Bianche 2015
La 9e édition des Strade Bianche a eu lieu le 7 mars 2015. La course fait partie du calendrier UCI Europe Tour 2015 en catégorie 1.HC.
L'épreuve a été remportée en solitaire par le Tchèque Zdeněk Štybar (Etixx-Quick Step) deux secondes devant le Belge Greg Van Avermaet (BMC Racing) et dix-huit sur l'Espagnol Alejandro Valverde (Movistar).

## Présentation

### Parcours
La particularité de la course est de présenter sur son parcours des chemins de terre, les strade bianche, répartis comme suit dans l'édition 2015 :
| Secteur | Nom                | Position                          | Longueur | Difficulté |
| ------- | ------------------ | --------------------------------- | -------- | ---------- |
| 1       | San Leonardo       | entre le km 32,6 et le km 34,9    | 2 200 m  | 02         |
| 2       | Vidritta           | entre le km 48,5 et le km 50,6    | 2 100 m  | 01         |
| 3       | Bagnaia            | entre le km km 55,6 et le km 61,6 | 5 900 m  | 04         |
| 4       | Radi               | entre le km 67,8 et le km 72,2    | 4 400 m  | 02         |
| 5       | Str. Com. di Murlo | entre le km 78,3 et le km 84      | 5 500 m  | 01         |
| 6       | Lucignano d'Asso   | entre le km 120,5 et le km 129,7  | 9 200 m  | 03         |
| 7       | Monte Sante Marie  | entre le km 147 et le km 158,5    | 11 500 m | 05         |
| 8       | Monteaperti        | entre le km 167 et le km 167,8    | 800 m    | 01         |
| 9       | Colle Pinzuto      | entre le km 177,7 et le km 181,4  | 2 400 m  | 04         |
| 10      | Le Tolfe           | entre le km 183,8 et le km 184,9  | 1 100 m  | 03         |

### Équipes
Classées en catégorie 1.HC de l'UCI Europe Tour, les Strade Bianche sont par conséquent ouvertes aux WorldTeams dans la limite de 75 % des équipes participantes, aux équipes continentales professionnelles, aux équipes continentales italiennes et à équipe nationale italienne.
Vingt équipes participent à ces Strade Bianche - quatorze WorldTeams et six équipes continentales professionnelles :
| WorldTeams (14)- AG2R La Mondiale - Astana - BMC Racing Team - Cannondale-Garmin - Etixx-Quick Step - IAM Cycling - Katusha - Lampre-Merida - Lotto NL-Jumbo - Movistar Team - Orica-GreenEDGE - Sky - Tinkoff-Saxo - Trek Factory Racing Équipes continentales professionnelles (6)- Androni Giocattoli - Bardiani CSF - Nippo-Vini Fantini - Team Novo Nordisk - RusVelo - Southeast |
| |

### Règlement de la course

#### Primes
Les vingt prix sont attribués suivant le barème de l'UCI,. Le total général des prix distribués est de 18 800 €.
| Position | 1er     | 2e      | 3e      | 4e    | 5e    | 6e    | 7e    | 8e    | 9e    | 10e à 20e |
| Prix     | 7 515 € | 3 760 € | 1 875 € | 935 € | 745 € | 565 € | 565 € | 375 € | 375 € | 190 €     |

## Classements

### Classement final
| \| Classement général \| Classement général \| Classement général \| Classement général \| Classement général \| \| Coureur \| Coureur \| Pays \| Équipe \| Temps \| \| ------------------ \| ------------------ \| ------------------ \| ------------------- \| ------------------ \| \| 1er \| Zdeněk Štybar \| Tchéquie \| Etixx-Quick Step \| 5 h 22 min 13 s \| \| 2e \| Greg Van Avermaet \| Belgique \| BMC Racing Team \| + 2 s \| \| 3e \| Alejandro Valverde \| Espagne \| Movistar Team \| + 18 s \| \| 4e \| Sep Vanmarcke \| Belgique \| LottoNL-Jumbo \| + 46 s \| \| 5e \| Diego Rosa \| Italie \| Astana \| + 56 s \| \| 6e \| Oscar Gatto \| Italie \| Androni Giocattoli \| + 59 s \| \| 7e \| Rigoberto Urán \| Colombie \| Etixx-Quick Step \| + 59 s \| \| 8e \| Fabio Felline \| Italie \| Trek Factory Racing \| + 1 min 02 s \| \| 9e \| Przemysław Niemiec \| Pologne \| Lampre-Merida \| + 1 min 03 s \| \| 10e \| Giampaolo Caruso \| Italie \| Katusha \| + 1 min 03 s \| \| 11e \| Roman Kreuziger \| Tchéquie \| Tinkoff-Saxo \| + 1 min 03 s \| \| 12e \| Ángel Vicioso \| Espagne \| Katusha \| + 1 min 07 s \| \| 13e \| Salvatore Puccio \| Italie \| Team Sky \| + 1 min 07 s \| \| 14e \| Julien Vermote \| Belgique \| Etixx-Quick Step \| + 1 min 10 s \| \| 15e \| Samuel Sánchez \| Espagne \| BMC Racing Team \| + 1 min 10 s \| \| 16e \| Damiano Cunego \| Italie \| Nippo-Vini Fantini \| + 1 min 19 s \| \| 17e \| Luke Durbridge \| Australie \| Orica-GreenEDGE \| + 1 min 22 s \| \| 18e \| Daniel Oss \| Italie \| BMC Racing Team \| + 1 min 26 s \| \| 19e \| Fabian Cancellara \| Suisse \| Trek Factory Racing \| + 1 min 26 s \| \| 20e \| Pieter Serry \| Belgique \| Etixx-Quick Step \| + 1 min 26 s \| |                    |           |                     |                 |
| |                    |           |                     |                 |
| Sources : ProCyclingStats Cycling Archives |                    |           |                     |                 |
| Classement général |                    |           |                     |                 |
| Coureur | Coureur            | Pays      | Équipe              | Temps           |
| 1er | Zdeněk Štybar      | Tchéquie  | Etixx-Quick Step    | 5 h 22 min 13 s |
| 2e | Greg Van Avermaet  | Belgique  | BMC Racing Team     | + 2 s           |
| 3e | Alejandro Valverde | Espagne   | Movistar Team       | + 18 s          |
| 4e | Sep Vanmarcke      | Belgique  | LottoNL-Jumbo       | + 46 s          |
| 5e | Diego Rosa         | Italie    | Astana              | + 56 s          |
| 6e | Oscar Gatto        | Italie    | Androni Giocattoli  | + 59 s          |
| 7e | Rigoberto Urán     | Colombie  | Etixx-Quick Step    | + 59 s          |
| 8e | Fabio Felline      | Italie    | Trek Factory Racing | + 1 min 02 s    |
| 9e | Przemysław Niemiec | Pologne   | Lampre-Merida       | + 1 min 03 s    |
| 10e | Giampaolo Caruso   | Italie    | Katusha             | + 1 min 03 s    |
| 11e | Roman Kreuziger    | Tchéquie  | Tinkoff-Saxo        | + 1 min 03 s    |
| 12e | Ángel Vicioso      | Espagne   | Katusha             | + 1 min 07 s    |
| 13e | Salvatore Puccio   | Italie    | Team Sky            | + 1 min 07 s    |
| 14e | Julien Vermote     | Belgique  | Etixx-Quick Step    | + 1 min 10 s    |
| 15e | Samuel Sánchez     | Espagne   | BMC Racing Team     | + 1 min 10 s    |
| 16e | Damiano Cunego     | Italie    | Nippo-Vini Fantini  | + 1 min 19 s    |
| 17e | Luke Durbridge     | Australie | Orica-GreenEDGE     | + 1 min 22 s    |
| 18e | Daniel Oss         | Italie    | BMC Racing Team     | + 1 min 26 s    |
| 19e | Fabian Cancellara  | Suisse    | Trek Factory Racing | + 1 min 26 s    |
| 20e | Pieter Serry       | Belgique  | Etixx-Quick Step    | + 1 min 26 s    |

### UCI Europe Tour
Ces Strade Bianche attribuent des points pour l'UCI Europe Tour 2015, par équipes seulement aux coureurs des équipes continentales professionnelles et continentales, individuellement à tous les coureurs sauf ceux faisant partie d'une équipe ayant un label WorldTeam.
| Position,          | 1er | 2e | 3e | 4e | 5e | 6e | 7e | 8e | 9e | 10e | 11e | 12e | 13e | 14e | 15e |
| Classement général | 100 | 70 | 40 | 30 | 25 | 20 | 15 | 10 | 9  | 8   | 7   | 6   | 5   | 4   | 3   |

## Liste des participants
- Liste de départ complète

| Légende | Légende                                                                    | Légende | Légende                                                    |
| ------- | -------------------------------------------------------------------------- | ------- | ---------------------------------------------------------- |
| Num     | Dossard de départ porté par le coureur sur ces Strade Bianche              | Pos     | Position à l'arrivée de la course                          |
|         | Indique un maillot de champion national ou mondial, suivi de sa spécialité | NP      | Indique un coureur qui n'a pas pris le départ de la course |
| AB      | Indique un coureur qui n'a pas terminé la course                           | HD      | Indique un coureur qui a terminé la course hors des délais |

| AG2R La Mondiale ALM                 | AG2R La Mondiale ALM    | AG2R La Mondiale ALM |
| ------------------------------------ | ----------------------- | -------------------- |
| Num                                  | Coureur                 | Pos                  |
| 1                                    | Rinaldo Nocentini (ITA) | 80e                  |
| 2                                    | Carlos Betancur (COL)   | AB                   |
| 3                                    | Hubert Dupont (FRA)     | AB                   |
| 4                                    | Damien Gaudin (FRA)     | AB                   |
| 5                                    | Pierre Latour (FRA)     | AB                   |
| 6                                    | Lloyd Mondory (FRA)     | 79e                  |
| 7                                    | Matteo Montaguti (ITA)  | 24e                  |
| 8                                    | Christophe Riblon (FRA) | AB                   |
| Directeur sportif : Artūras Kasputis |                         |                      |

| Androni Giocattoli AND              | Androni Giocattoli AND     | Androni Giocattoli AND |
| ----------------------------------- | -------------------------- | ---------------------- |
| Num                                 | Coureur                    | Pos                    |
| 11                                  | Oscar Gatto (ITA)          | 6e                     |
| 12                                  | Davide Appollonio (ITA)    | 71e                    |
| 13                                  | Marco Bandiera (ITA)       | AB                     |
| 14                                  | Tiziano Dall'Antonia (ITA) | AB                     |
| 15                                  | Alberto Nardin (ITA)       | AB                     |
| 16                                  | Franco Pellizotti (ITA)    | AB                     |
| 17                                  | Serghei Tvetcov (ROU)      | 65e                    |
| 18                                  | Gianfranco Zilioli (ITA)   | AB                     |
| Directeur sportif : Giovanni Ellena |                            |                        |

| Astana AST                          | Astana AST                    | Astana AST |
| ----------------------------------- | ----------------------------- | ---------- |
| Num                                 | Coureur                       | Pos        |
| 21                                  | Vincenzo Nibali (ITA) (Route) | 40e        |
| 22                                  | Lars Boom (NED)               | 78e        |
| 23                                  | Dario Cataldo (ITA)           | AB         |
| 24                                  | Andriy Grivko (UKR)           | 22e        |
| 25                                  | Dmitriy Gruzdev (KAZ)         | 73e        |
| 26                                  | Alexey Lutsenko (KAZ)         | 54e        |
| 27                                  | Diego Rosa (ITA)              | 5e         |
| 28                                  | Ruslan Tleubayev (KAZ)        | 60e        |
| Directeur sportif : Alexandr Shefer |                               |            |

| Bardiani CSF BAR                      | Bardiani CSF BAR                 | Bardiani CSF BAR |
| ------------------------------------- | -------------------------------- | ---------------- |
| Num                                   | Coureur                          | Pos              |
| 31                                    | Sonny Colbrelli (ITA)            | 56e              |
| 32                                    | Enrico Barbin (ITA)              | 74e              |
| 33                                    | Enrico Battaglin (ITA)           | AB               |
| 34                                    | Francesco Manuel Bongiorno (ITA) | AB               |
| 35                                    | Andrea Piechele (ITA)            | AB               |
| 36                                    | Stefano Pirazzi (ITA)            | AB               |
| 37                                    | Nicola Ruffoni (ITA)             | AB               |
| 38                                    | Edoardo Zardini (ITA)            | HD               |
| Directeur sportif : Roberto Reverberi |                                  |                  |

| BMC Racing BMC                    | BMC Racing BMC             | BMC Racing BMC |
| --------------------------------- | -------------------------- | -------------- |
| Num                               | Coureur                    | Pos            |
| 41                                | Greg Van Avermaet (BEL)    | 2e             |
| 42                                | Brent Bookwalter (USA)     | AB             |
| 43                                | Damiano Caruso (ITA)       | 37e            |
| 44                                | Alessandro De Marchi (ITA) | 51e            |
| 45                                | Daniel Oss (ITA)           | 18e            |
| 46                                | Manuel Quinziato (ITA)     | 41e            |
| 47                                | Samuel Sánchez (ESP)       | 15e            |
| 48                                | Peter Stetina (USA)        | AB             |
| Directeur sportif : Fabio Baldato |                            |                |

| Etixx-Quick Step EQS               | Etixx-Quick Step EQS        | Etixx-Quick Step EQS |
| ---------------------------------- | --------------------------- | -------------------- |
| Num                                | Coureur                     | Pos                  |
| 51                                 | Niki Terpstra (NED)         | 55e                  |
| 52                                 | Gianluca Brambilla (ITA)    | NP                   |
| 53                                 | Fabio Sabatini (ITA)        | 59e                  |
| 54                                 | Pieter Serry (BEL)          | 20e                  |
| 55                                 | Zdeněk Štybar (CZE) (Route) | 1er                  |
| 56                                 | Rigoberto Urán (COL)        | 7e                   |
| 57                                 | Julien Vermote (BEL)        | 14e                  |
| 58                                 | Carlos Verona (ESP)         | 66e                  |
| Directeur sportif : Davide Bramati |                             |                      |

| Lampre-Merida LAM                 | Lampre-Merida LAM         | Lampre-Merida LAM |
| --------------------------------- | ------------------------- | ----------------- |
| Num                               | Coureur                   | Pos               |
| 61                                | Filippo Pozzato (ITA)     | 27e               |
| 62                                | Valerio Conti (ITA)       | HD                |
| 63                                | Ilia Koshevoy (BLR)       | AB                |
| 64                                | Manuele Mori (ITA)        | AB                |
| 65                                | Przemysław Niemiec (POL)  | 9e                |
| 66                                | Luka Pibernik (SLO)       | 43e               |
| 67                                | Maximiliano Richeze (ARG) | AB                |
| 68                                | José Serpa (COL)          | 45e               |
| Directeur sportif : Daniele Righi |                           |                   |

| Movistar MOV                                   | Movistar MOV             | Movistar MOV |
| ---------------------------------------------- | ------------------------ | ------------ |
| Num                                            | Coureur                  | Pos          |
| 71                                             | Alejandro Valverde (ESP) | 3e           |
| 72                                             | Andrey Amador (CRC)      | 58e          |
| 73                                             | Pablo Lastras (ESP)      | 62e          |
| 74                                             | Enrique Sanz (ESP)       | AB           |
| 75                                             | Marc Soler (ESP)         | AB           |
| 76                                             | Jasha Sütterlin (GER)    | 76e          |
| 77                                             | Francisco Ventoso (ESP)  | AB           |
| 78                                             | Giovanni Visconti (ITA)  | 30e          |
| Directeur sportif : José Vicente García Acosta |                          |              |

| Équipe nationale d'Italie ITA      | Équipe nationale d'Italie ITA | Équipe nationale d'Italie ITA |
| ---------------------------------- | ----------------------------- | ----------------------------- |
| Num                                | Coureur                       | Pos                           |
| 81                                 | Marco Aurelio Fontana (ITA)   | 48e                           |
| 82                                 | Luca Braidot (ITA)            | HD                            |
| 83                                 | Marco Canola (ITA)            | 83e                           |
| 84                                 | Nicholas Pettina (ITA)        | AB                            |
| 85                                 | Seid Lizde (ITA)              | AB                            |
| 86                                 | Simone Velasco (ITA)          | HD                            |
| 87                                 |                               |                               |
| 88                                 |                               |                               |
| Directeur sportif : Davide Cassani |                               |                               |

| Nippo-Vini Fantini NIP               | Nippo-Vini Fantini NIP     | Nippo-Vini Fantini NIP |
| ------------------------------------ | -------------------------- | ---------------------- |
| Num                                  | Coureur                    | Pos                    |
| 91                                   | Damiano Cunego (ITA)       | 16e                    |
| 92                                   | Giacomo Berlato (ITA)      | AB                     |
| 93                                   | Alessandro Bisolti (ITA)   | AB                     |
| 94                                   | Daniele Colli (ITA)        | 81e                    |
| 95                                   | Iuri Filosi (ITA)          | 44e                    |
| 96                                   | Eduard-Michael Grosu (ROU) | AB                     |
| 97                                   | Manabu Ishibashi (JPN)     | 85e                    |
| 98                                   | Antonio Nibali (ITA)       | AB                     |
| Directeur sportif : Stefano Giuliani |                            |                        |

| Orica-GreenEDGE OGE               | Orica-GreenEDGE OGE       | Orica-GreenEDGE OGE |
| --------------------------------- | ------------------------- | ------------------- |
| Num                               | Coureur                   | Pos                 |
| 101                               | Simon Gerrans (AUS)       | AB                  |
| 102                               | Esteban Chaves (COL)      | 21e                 |
| 103                               | Luke Durbridge (AUS)      | 17e                 |
| 104                               | Mathew Hayman (AUS)       | 29e                 |
| 105                               | Michael Hepburn (AUS)     | AB                  |
| 106                               | Magnus Cort Nielsen (DEN) | 34e                 |
| 107                               | Svein Tuft (CAN) (Route)  | 77e                 |
| 108                               | Adam Yates (GBR)          | AB                  |
| Directeur sportif : Neil Stephens |                           |                     |

| RusVelo RVL                        | RusVelo RVL               | RusVelo RVL |
| ---------------------------------- | ------------------------- | ----------- |
| Num                                | Coureur                   | Pos         |
| 111                                | Ildar Arslanov (RUS)      | 53e         |
| 112                                | Ivan Balykin (RUS)        | 64e         |
| 113                                | Petr Ignatenko (RUS)      | AB          |
| 114                                | Roman Kustadinchev (RUS)  | AB          |
| 115                                | Roman Maikin (RUS)        | 68e         |
| 116                                | Artem Nych (RUS)          | HD          |
| 117                                | Artem Ovechkin (RUS)      | 72e         |
| 118                                | Andrey Solomennikov (RUS) | 52e         |
| Directeur sportif : Serhiy Honchar |                           |             |

| Southeast STH                     | Southeast STH           | Southeast STH |
| --------------------------------- | ----------------------- | ------------- |
| Num                               | Coureur                 | Pos           |
| 121                               | Manuel Belletti (ITA)   | AB            |
| 122                               | Elia Favilli (ITA)      | 36e           |
| 123                               | Mauro Finetto (ITA)     | 33e           |
| 124                               | Giuseppe Fonzi (ITA)    | AB            |
| 125                               | Francesco Gavazzi (ITA) | 35e           |
| 126                               | Jonathan Monsalve (VEN) | AB            |
| 127                               | Simone Ponzi (ITA)      | AB            |
| 128                               | Eugert Zhupa (ALB)      | AB            |
| Directeur sportif : Serge Parsani |                         |               |

| Cannondale-Garmin TCG              | Cannondale-Garmin TCG      | Cannondale-Garmin TCG |
| ---------------------------------- | -------------------------- | --------------------- |
| Num                                | Coureur                    | Pos                   |
| 131                                | Moreno Moser (ITA)         | 46e                   |
| 132                                | Alberto Bettiol (ITA)      | AB                    |
| 133                                | Nathan Haas (AUS)          | 26e                   |
| 134                                | Ryder Hesjedal (CAN)       | 75e                   |
| 135                                | Kristjan Koren (SLO)       | 67e                   |
| 136                                | Alan Marangoni (ITA)       | AB                    |
| 137                                | Kristoffer Skjerping (NOR) | 69e                   |
| 138                                | Ruben Zepuntke (GER)       | NP                    |
| Directeur sportif : Fabrizio Guidi |                            |                       |

| Katusha KAT                       | Katusha KAT                    | Katusha KAT |
| --------------------------------- | ------------------------------ | ----------- |
| Num                               | Coureur                        | Pos         |
| 141                               | Giampaolo Caruso (ITA)         | 10e         |
| 142                               |                                |             |
| 143                               | Pavel Kochetkov (RUS)          | 42e         |
| 144                               | Dmitry Kozontchuk (RUS)        | 49e         |
| 145                               | Alexander Porsev (RUS) (Route) | 50e         |
| 146                               | Alexey Tsatevitch (RUS)        | 39e         |
| 147                               | Ángel Vicioso (ESP)            | 12e         |
| 148                               | Eduard Vorganov (RUS)          | 23e         |
| Directeur sportif : Claudio Cozzi |                                |             |

| Lotto NL-Jumbo TLJ              | Lotto NL-Jumbo TLJ   | Lotto NL-Jumbo TLJ |
| ------------------------------- | -------------------- | ------------------ |
| Num                             | Coureur              | Pos                |
| 151                             | Sep Vanmarcke (BEL)  | 4e                 |
| 152                             | Kevin De Weert (BEL) | AB                 |
| 153                             | Rick Flens (NED)     | 82e                |
| 154                             |                      |                    |
| 155                             | Paul Martens (GER)   | 57e                |
| 156                             |                      |                    |
| 157                             |                      |                    |
| 158                             | Robert Wagner (GER)  | AB                 |
| Directeur sportif : Erik Dekker |                      |                    |

| Novo Nordisk TNN                      | Novo Nordisk TNN           | Novo Nordisk TNN |
| ------------------------------------- | -------------------------- | ---------------- |
| Num                                   | Coureur                    | Pos              |
| 161                                   | Joonas Henttala (FIN)      | AB               |
| 162                                   | Nicolas Lefrançois (FRA)   | AB               |
| 163                                   | David Lozano (ESP)         | 70e              |
| 164                                   | Javier Mejías (ESP)        | AB               |
| 165                                   | Andrea Peron (ITA)         | AB               |
| 166                                   | Charles Planet (FRA)       | AB               |
| 167                                   | Martijn Verschoor (NED)    | AB               |
| 168                                   | Christopher Williams (AUS) | AB               |
| Directeur sportif : Massimo Podenzana |                            |                  |

| Sky SKY                         | Sky SKY                | Sky SKY |
| ------------------------------- | ---------------------- | ------- |
| Num                             | Coureur                | Pos     |
| 171                             | Elia Viviani (ITA)     | AB      |
| 172                             | Andrew Fenn (GBR)      | 84e     |
| 173                             |                        |         |
| 174                             |                        |         |
| 175                             | Christian Knees (GER)  | AB      |
| 176                             | Salvatore Puccio (ITA) | 13e     |
| 177                             | Ian Stannard (GBR)     | AB      |
| 178                             | Xabier Zandio (ESP)    | 47e     |
| Directeur sportif : Dario Cioni |                        |         |

| Tinkoff-Saxo TCS                     | Tinkoff-Saxo TCS              | Tinkoff-Saxo TCS |
| ------------------------------------ | ----------------------------- | ---------------- |
| Num                                  | Coureur                       | Pos              |
| 181                                  | Peter Sagan (SVK) (Route)     | 31e              |
| 182                                  | Daniele Bennati (ITA)         | 61e              |
| 183                                  | Manuele Boaro (ITA)           | 38e              |
| 184                                  | Maciej Bodnar (POL)           | 32e              |
| 185                                  | Christopher Juul Jensen (DEN) | 28e              |
| 186                                  | Roman Kreuziger (CZE)         | 11e              |
| 187                                  | Juraj Sagan (SVK)             | AB               |
| 188                                  | Matteo Tosatto (ITA)          | AB               |
| Directeur sportif : Bruno Cenghialta |                               |                  |

| Trek Factory Racing TFR           | Trek Factory Racing TFR | Trek Factory Racing TFR |
| --------------------------------- | ----------------------- | ----------------------- |
| Num                               | Coureur                 | Pos                     |
| 191                               | Fabian Cancellara (SUI) | 19e                     |
| 192                               | Julián Arredondo (COL)  | AB                      |
| 193                               | Fabio Felline (ITA)     | 8e                      |
| 194                               | Markel Irizar (ESP)     | 63e                     |
| 195                               | Yaroslav Popovych (UKR) | AB                      |
| 196                               | Hayden Roulston (NZL)   | 25e                     |
| 197                               | Jasper Stuyven (BEL)    | AB                      |
| 198                               | Calvin Watson (AUS)     | AB                      |
| Directeur sportif : Adriano Baffi |                         |                         |